# Facetune
Facetune és una aplicació per a dispositius mòbils (“app”), que servei per editar, millorar i retocar fotografies des d'un dispositiu iPhone, iPad o Android. La app és habitualment utilitzada per editar selfies, encara que no és l'únic ús. Les diverses opcions permeten als usuaris blanquejar les dents, eliminar imperfeccions, fer que la pell sembli més homogènia, desenfocar, difuminar i fins I tot redefinir formes i contorns. Facetune també ofereix als seus usuaris una gran varietat de filtres, llums textures, contrastos i opcions de marcs. Facetune 2, la nova generació de Facetune, va ser llençada el novembre del 2016 com a versió gratuïta. Permet als seus usuaris perfeccionar les seves selfies amb moltes més característiques. Les noves eines proporcionen una edició facial realista (canviar l'expressió facial, per exemple) o il·luminar un subjecte que en la fotografia original ha quedat subexposat .
Els usuaris de Facetune utilitzen aquesta aplicació que serveix fonamentalment per l'edició de retrats, per tal de presentar la millor versió d'ells mateixos a internet i a les xarxes socials.

## Història
Facetune va ser llançada el 6 de març de 2013 per a iOS, tot i que posteriorment va ser introduïda en Android. Abans del llançament de Facetune 2, l’aplicació costava 3.99 dòlars per descàrrega. Es va canviar al model de subscripció el 2016. Facetune 2 és una aplicació gratuïta, però ofereix una opció de subscripció que proporciona un accés il·limitat a totes les eines i continguts. L’èxit de Facetune es deu al fet que permet als seus usuaris corregir imperfeccions, millorar la complexió facial i realitzar altres manipulacions en les seves fotografies que només es podien aconseguir a través de programes d’ordinador com Photoshop.
L’any 2016, l’aplicació es va convertir en l’aplicació de pagament best-seller #4 d’Apple. Un any després del seu llançament, l’aplicació es va classificar #1 en la categoria de foto i vídeo a 120 països, i va aconseguir convertir-se en l’aplicació de pagament #1 a 150 països. Va ser nomenada una de les millors aplicacions de l'App Store el 2013 i va ser l’aplicació més descarregada d’Apple l’any 2017. Facetune s'ha descarregat més de 60 milions de vegades. També va rebre el guardó de millor aplicació a Google Play el 2014.
Facetune ha estat reconeguda per múltiples publicacions com The New York Times, USA Today, The NY Daily News, The Huffington Post o Mashable, entre d'altres. Celebrities com Khloé Kardashian han demostrat el seu entusiasme per l’ús de Facetune a les seves xarxes socials. També s'ha tornat popular entre la comunitat influencer de YouTube, amb figures com James Charles, Nikita Dragun o Tana Mongeau. Els desenvolupadors de l’aplicació van participar en un panel especial de la DragCon LA 2018 i també van patrocinar un dels episodis de la temporada 11 de RuPaul's Drag Race. L’actriu Sarah Hyland va admetre haver utilitzat Facetune a les seves publicacions d’Instagram.

## Característiques d'edició
Les eines disponibles per als usuaris de Facetune 2 es poden classificar en les següents categories la majoria ofereixen l'opció de controlar la intensitat de l'efecte per mitjà de barres lliscants, per tal de fer-ne un ús més senzill:
- Retocar: Les eines inclouen difuminar, l'opció d'emmascarar grans, imperfeccions I arrugues, blanquejar les dents, afegir rubor, redefinir i ajustar certes proporcions de la cara. Algunes opcions també es focalitzen en els ulls que permeten jugar amb el canvi de color, el grau de detall i reflexos.
- Artístic: Les eines inclouen reajustament, difuminar I canviar els fons darrere del subjecte i escollir entre una gran varietat de filtres. També hi ha filtres especials que inclouen l'efecte de llum distorsionada per un prisma i altres efectes via LightFx, reflexos I pintura I maquillatge.
- Fotografia: Es poden canviar paràmetres com la saturació i l'estructura. Els usuaris també poden eliminar ombres o il·luminar parts de la fotografia .

Altres característiques addicionals son la capacitat de veure com quedarien determinats efectes abans de fer la fotografia I per tant permet experimentar amb la forma i mida dels ulls o amb la tonalitat de les dents, i tot això en temps real.

## Crítica
Facetune permet crear una versió d'un mateix que s'aproximi més als cànons de bellesa que existeixen a la societat. Els retocs fotogràfics poden crear un efecte perjudicial sobre la pròpia autoestima, ja que la imatge creada amb els dispositius mòbils és irreal i això provoca malestar amb un mateix, sobretot pel que fa al públic més jove. Molts adolescents per tal d'aconseguir més acceptació i likes a les xarxes socials opten per penjar-hi fotos retocades, en veure que aquestes són les més exitoses entenen que ells serien millors amb aquestes modificacions, cosa que fa que mai estiguin conformes amb ells mateixos. Els perills de tenir a l'abast eines d'edició tan senzilles d'utilitzar fa que les xarxes socials s'omplin d'imatges retocades, que molts cops es consideren reals, quan no ho son. Aspirem així a ideals de bellesa que són impossibles d'aconseguir. Aquestes apps també han estat criticades, ja que propicien que els usuaris creïn falses identitats a internet amb fotos que disten completament de la seva persona.